# Erik Castrén-institutet
Erik Castrén-institutet (för folkrätt och mänskliga rättigheter), förkortat ECI, är ett institut som grundades år 1998 inom ramarna för den juridiska fakulteten vid Helsingfors universitet, för att utgöra en grund för forskning och studier i dess verksamhetsområden. Idag leds institutet av professorerna Martti Koskenniemi och Jan Klabbers. Institutet namngavs efter den berömde professorn Erik Castrén. Institutet har erhållit titeln spetsforskningsinstitut av Finlands akademi för tiden 2006−2011.
Förutom att man publicerar flera egna publikationer årligen, anordnar man även Helsinki Summer Seminars on International Law, ett sommarseminarium som samlar studenter, juridikutövare och professorer från hela världen för att följa föreläsningar av de främsta utövarna av folkrätt och mänskliga rättigheter i världen.
Institutet deltar även i European Masters of Human Rights and Democratisation-programmet.